# 奥灶馆

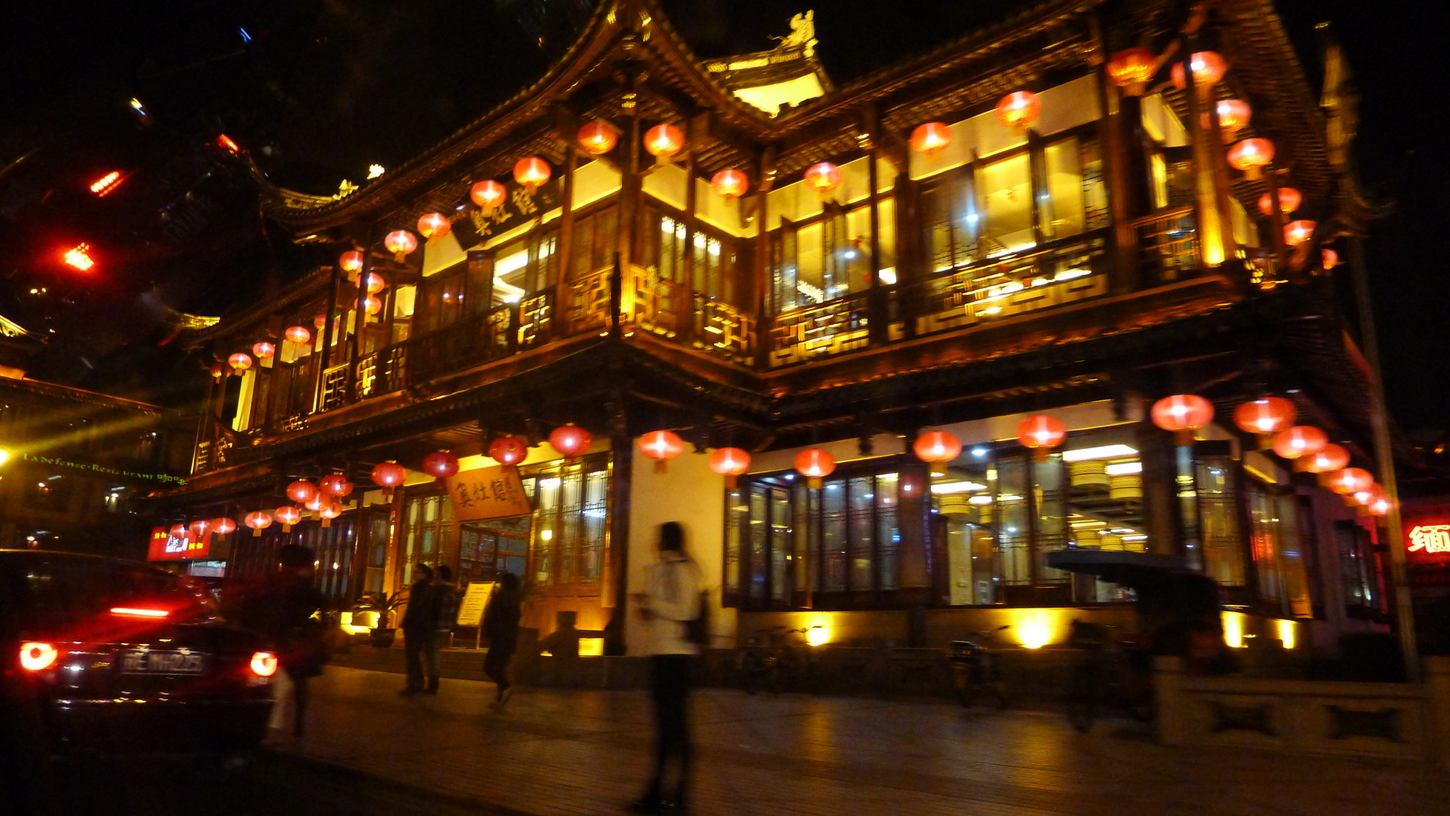

奥灶馆是苏州昆山的一家老字号面馆，创始于清咸丰三年（1853年），以经营奥灶面而闻名。总店位于昆山市亭林路155号。

## 历史
奥灶馆创始于清咸丰三年（1853年），最初名为天香馆，后转手更名颜复兴，因店主经营得当，生意日渐火爆。1956年改公私合营，同时店名改为奥灶馆。关于“奥灶”二字的来历，一传说是乾隆皇帝下江南时偶然吃到此面，颇为满意即询问店家，店家回应“奥妙在灶头上”，于是奥灶由此而出。另一说则称因店家年事已高，收拾难免遗漏，不甚干净，于是当地人戏称为“鏖糟”，后取谐音改名奥灶馆。
2009年，昆山奥灶面制作技艺入选江苏省级非物质文化遗产名录。
2010年，被国家商务部第二批认定为“中华老字号”。
2015年，奥灶馆在南京开出了第一家分店，由昆山奥灶馆制作汤料直送南京。

## 现状
2017年秋，奥灶馆位于昆山亭林路155号的总店闭门装修，半年后恢复营业，新店开于昆山虹祺路588号。另在南京与上海也有门店。
奥灶馆还推出了奥灶方便面、真空包装面浇（爆鱼、焖肉、蹄膀等）等产品销售。